# Finn Wiberg
Finn Wiberg (ur. 7 maja 1943 we Frederiksbergu) – duński piłkarz występujący na pozycji napastnika.

## Kariera klubowa
Wiberg karierę rozpoczynał w sezonie 1962 w pierwszoligowym zespole Akademisk BK. W sezonie 1964 spadł z nim do drugiej ligi, ale w kolejnym awansował z powrotem do pierwszej. W sezonie 1967 wraz z zespołem zdobył mistrzostwo Danii. Graczem AB był przez dziewięć sezonów.
W 1970 roku Wiberg przeszedł do francuskiego AS Nancy. W Division 1 zadebiutował 12 sierpnia 1970 w przegranym 0:5 z AC Ajaccio. 9 września 1970 w zremisowanym 1:1 pojedynku z US Valenciennes-Anzin zdobył pierwszą bramkę w Division 1. W Nancy występował przez dwa sezony.
W 1972 roku odszedł do szwajcarskiego drugoligowca, FC Biel-Bienne. Grał tam przez trzy sezony, a potem wrócił do Akademisk BK, grającego już w drugiej lidze. W 1975 roku zakończył tam karierę.

## Kariera reprezentacyjna
W reprezentacji Danii Wiberg zadebiutował 26 października 1966 w wygranym 3:1 towarzyskim meczu z Izraelem. 6 listopada 1966 w przegranym 1:2 pojedynku Mistrzostw Nordyckich ze Szwecją strzelił swojego pierwszego gola w kadrze. W latach 1966–1970 w drużynie narodowej rozegrał 14 spotkań i zdobył 5 bramek.